# Джуніор Кук
Джу́ніор Кук (англ. Junior Cook), справжнє ім'я Ге́рман Кук (англ. Herman Cook; 22 липня 1934, Пенсакола, Флорида — 3 лютого 1992, Нью-Йорк) — американський джазовий саксофоніст.

## Біографія
Народився 22 липня 1934 року у Пенсаколі (штат Флорида). Його батько та старший брат грали на трубі. Почав грати на альт-саксофоні у вищій школі, потім переключився на тенор. Зазнав впливу Джиджі Грайса. Працював з Глорією Белл у другій половині 1957 року, потім два місяці з Діззі Гіллеспі перед тим, як приєднався до Гораса Сільвера у травні 1958 року; з ним працював до травня 1964 року.
Грав з квінтетом Блу Мітчелла (1964—69). На початку 1970-х викладав у музичному коледжі Берклі, потім працював з Фредді Габбардом (1973—75). Грав з Елвіном Джонсом, та виступав у Нью-Йорку з Кено Дюком, октетом Джорджа Коулмена перед тим, як приєднався до Луї Гейза (1975—76). Створив квінтет Білла Гардмена-Джуніора Кука; працював з Гармденом, доки той не переїхав до Парижу у 1988 році. У 1990-х очолював власні гурти в клубах, виступав з Фредді Реддом в Birdland і був членом біг-бенду Кліффорда Джордана.
Помер 3 лютого 1992 року у своїй квартирі в Нью-Йорку у віці 57 років.

## Дискографія
- Junior's Cookin' (Jazzland, 1960)
- Pressure Cooker (Affinity, 1977)
- The Place to Be (Steeplechase, 1988)
- On a Misty Night (Steeplechase, 1989)
- You Leave Me Breathless (Steeplechase, 1991)